# Nietubył
Nietubył – staropolskie imię męskie, złożone z trzech członów: nie- (negacja),-tu- i -był. Mogło oznaczać "nietutejszy".